# Foresta di Cinquemiglia
Foresta di Cinquemiglia este o arie protejată (arie specială de conservare — SAC, sit de importanță comunitară — SCI) din Italia întinsă pe o suprafață de 394 ha, integral pe uscat.

## Localizare
Centrul sitului Foresta di Cinquemiglia este situat la coordonatele 39°26′21″N 16°04′07″E / 39.439167°N 16.068611°E.

## Înființare
Situl Foresta di Cinquemiglia a fost declarat sit de importanță comunitară în septembrie 1995 pentru a proteja 17 specii de animale. Situl a fost protejat și ca arie specială de conservare în iunie 2017.

## Biodiversitate
Situată în ecoregiunea mediteraneană, aria protejată conține 2 habitate naturale: Păduri de fag din Apenini cu Abies alba și păduri de fag cu Abies nebrodensis, Păduri de fag din Apenini cu Taxus și Ilex.
La baza desemnării sitului se află mai multe specii protejate:
- păsări (14): florinte (Chloris chloris), porumbel gulerat (Columba palumbus), pițigoi albastru (Cyanistes caeruleus), măcăleandru (Erithacus rubecula), cinteză (Fringilla coelebs), pițigoi mare (Parus major), pițigoi de brădet (Periparus ater), aușel sprâncenat (Regulus ignicapilla), țiclete (Sitta europaea), huhurez mic (Strix aluco), silvie cu cap negru (Sylvia atricapilla), pănțărușul (Troglodytes troglodytes), mierlă (Turdus merula), sturz-cântător (Turdus philomelos)
- amfibieni (2): Bombina pachypus, Salamandrina terdigitata
- mamifere (1): lupul (Canis lupus)

Pe lângă speciile protejate, pe teritoriul sitului au mai fost identificate 3 specii de plante, 2 specii de amfibieni, 1 specie de mamifere, 2 specii de reptile.